# Bactericera antennata
Bactericera antennata är en insektsart som först beskrevs av Crawford 1910.  Bactericera antennata ingår i släktet Bactericera och familjen spetsbladloppor. Inga underarter finns listade i Catalogue of Life.